# DRAM incrustada

Jerarquia de memòria cau fins a un nivell L3 de memòria cau i memòria principal amb L1 dins el xip

La DRAM incrustada (amb acrònim anglès eDRAM) és una memòria dinàmica d'accés aleatori (DRAM) integrada al mateix mòdul de matriu o multixip (MCM) d'un circuit integrat específic d'aplicació (ASIC) o microprocessador. El cost per bit d'eDRAM és més elevat en comparació amb xips DRAM autònoms equivalents utilitzats com a memòria externa, però els avantatges de rendiment de col·locar eDRAM al mateix xip que el processador superen els desavantatges de costos en moltes aplicacions. Pel que fa al rendiment i la mida, l'eDRAM es col·loca entre la memòria cau de nivell 3 i la DRAM convencional al bus de memòria i funciona efectivament com a memòria cau de nivell 4, tot i que les descripcions arquitectòniques poden no fer-hi referència explícitament en aquests termes.
La incrustació de memòria a l'ASIC o al processador permet busos molt més amples i velocitats de funcionament més altes, i a causa de la densitat de DRAM molt més alta en comparació amb la SRAM, es poden instal·lar quantitats més grans de memòria en xips més petits si s'utilitza eDRAM en comptes d'eSRAM. eDRAM requereix passos de procés fabulosos addicionals en comparació amb la SRAM incrustada, la qual cosa augmenta el cost, però l'estalvi d'àrea 3 × de la memòria eDRAM compensa el cost del procés quan s'utilitza una quantitat important de memòria en el disseny.